# Einzylinder-CFR-Prüfverfahren
Beim Einzylinder-CFR-Prüfverfahren wird die ROZ (Researched (Erforschte)-Oktanzahl) bzw. MOZ (Motor-Oktanzahl) in einem Versuchsmotor mit stufenlos verstellbarer Verdichtung ermittelt. Dabei muss eine konstante Zündeinstellung, eine Drehzahl von 600/min und eine Luftvorwärmung von
52 °C gegeben sein (dies gilt für die ROZ). Bei der MOZ wird die Messung mit 900/min und einer Gemischvorwärmung von 149 °C durchgeführt.
Prüfmotor und Verfahren wurden erstmals definiert vom Cooperative Fuel Research Committee der American Society of Automotive Engineers (SAE).
Vorgehensweise der Oktanzahlbestimmung: Oben benannter Motor hat mehrere Kraftstoffvorratsbehälter, die kreisförmig um den Motor angeordnet sind und bei laufendem Motor umgestellt werden können. In einen Vorratsbehälter füllt man die unbekannte Benzinprobe und in die anderen Behälter definierte Gemische aus Isooctan und N-Heptan. Nun wird an dem Motor die Verdichtung solange stufenlos erhöht, bis die Verbrennung mit der Kraftstoffprobe zu klopfen beginnt. Dann stellt man auf ein bekanntes Octan-Heptan-Gemisch um und hat die Oktanzahl der Probe gefunden, wenn der Motor das gleiche Klopfverhalten wie mit der Probe aufweist.
Das Ermitteln der Oktanzahl kann sehr lange dauern und ist mit vielen Unwägbarkeiten verknüpft. Deshalb werden einmal jährlich Blindproben an Raffinerien und Hochschulinstitute verteilt, die unabhängig voneinander die Oktanzahlen der Kraftstoffproben ermitteln. Die Motorenindustrie kontrolliert die Angaben der Mineralölindustrie zu den Oktanzahlen ihrer Kraftstoffe. Dazu führt zum Beispiel die PKW-Industrie sogenannte Ringuntersuchungen durch, indem jeder Teilnehmer (PKW-Hersteller) nach einem präzise vorgeschriebenen Verfahren eine Teilmenge des Kraftstoffs entnimmt und das Fass an den nächsten Teilnehmer weitergibt. Die Motorenindustrie vergleicht die erhaltenen Kontrollwerte der Oktanzahl mit den angegebenen Werten (ROZ oder MOZ) des Kraftstoffherstellers aus der Mineralölindustrie. Streng statistisch relevant mit minimaler quadratischer Abweichung wird einer Blindprobe dann eine Oktanzahl zugeordnet.

## Herkunft des Namens
CFR-Prüfmotor (Cooperative Fuel Research Committee of the American Society of Automotive Engineers).